# Золотистая тростнянка
Золотистая тростнянка (лат. Hyperolius argus) — вид лягушек из семейства прыгуньи (лат. Hyperoliidae).
Общая длина достигает 2,7—3,4 см по своему строению похожа на других представителей рода тростнянки. Окраска спины у самцов зелёного или жёлто-зелёного цвета со светлыми полосками или темными пятнами с тёмной каймой, может быть сетчатый рисунок. Горло и брюхо беловатые. У самок спина светло- или тёмно-коричневая со светлыми пятнами с чёрной каймой. Внутренняя сторона бёдер и пальцы кроваво-красные, особенно днём. Брюхо розовое, оранжевое или клубнично-красное.
Любит различные саванны, места вблизи водоёмов с высокой растительностью. Встречается на высоте до 300 метров над уровнем моря. Активна ночью. Питается мелкими насекомыми.
Самка откладывает несколько групп яиц в виде тонких лент, прикрепляя их к растениям ниже уровня воды. В каждой группе до 30 яиц, а всего откладывается до 200 яиц.
Обитает в восточной и южной Африке от Сомали до Южно-Африканской Республики.